# Radio Aut
Radio Aut è stata una radio libera fondata nel 1977 dall'attivista anti-mafia Peppino Impastato a Terrasini, in provincia di Palermo.
La radio aveva sede a Terrasini (e non a Cinisi com'è in genere riportato dai media), ed era ricevibile sulla frequenza di 98.800 MHz a Terrasini e dintorni.

## Storia
La satira di Peppino Impastato era ambientata a "Mafiopoli" (Cinisi), città collocabile nel vecchio west (ricorrendo a sottofondi musicali ed effetti sonori tipici dei film spaghetti western) guidata dal grande capo Geronimo Stefanini (Sindaco Gero Di Stefano) e dal suo vice Franco Manesci (vicesindaco Franco Maniaci), coinvolti in varie attività politiche all'interno del Maficipio (il Municipio) con il grande capo Tano Seduto (il boss Gaetano Badalamenti), tra cui ad esempio, una riunione della Commissione edilizia (trattativa comune-mafia)
La radio era gestita in regime di autofinanziamento. Peppino Impastato utilizzava liberamente questo mezzo per attaccare e denunciare i potenti mafiosi di Cinisi, paese in cui viveva, e di Terrasini, con coraggio e determinazione, attività che lo portò a non essere ben visto dalla popolazione, fino al giorno in cui fu assassinato per aver sbeffeggiato colui che non si doveva "toccare".
La trasmissione andava in onda ogni venerdì sera: assieme a tre colleghi, Peppino metteva in atto "Onda Pazza a Mafiopoli", facendosi ascoltare dalla cittadinanza dei due paesi, inondando di satira "politica" tutti quei personaggi che conosceva personalmente, senza risparmiare nessuno, e potendo sempre contare su notizie freschissime e riservate, pronte per essere messe in onda alla sua maniera.
Il ruolo avuto da Radio Aut nella vicenda Impastato trova un'autorevole conferma negli atti della Commissione Parlamentare Antimafia.
La storia di Peppino, così come quella della radio da cui proclamava la sua guerra ai mafiosi, è stata raccontata nel film di Marco Tullio Giordana intitolato I cento passi, vincitore del premio per la migliore sceneggiatura al Festival di Venezia del 2000, con dodici minuti di applausi, un Leoncino d'Oro per Lorenzo Randazzo che interpreta la parte di Peppino bambino e, nell'aprile 2001, cinque David di Donatello, tra i quali quello per la sceneggiatura e quello per miglior attore protagonista a Luigi Lo Cascio.
La radio cessò le trasmissioni qualche mese dopo l'omicidio dello stesso Peppino, assassinato nella notte tra l'8 e il 9 maggio del 1978 (il delitto passò in sordina perché in quelle stesse ore veniva rinvenuto, in Via Caetani a Roma, il corpo di Aldo Moro), nel corso della campagna elettorale che l'attivista portava avanti nella lista di Democrazia Proletaria alle elezioni comunali, con una carica di tritolo posta sotto il corpo, adagiato sui binari della ferrovia Palermo-Trapani.
Nel maggio del 2001, in accordo con i colleghi di Peppino e col fratello Giovanni Impastato, nasce l'associazione "Radio AUT", impegnata nella pratica e nella promozione dell'antimafia sociale.
Il 9 maggio 2003 il comune di Terrasini ha dedicato una stele alla radio nell'edificio dove aveva sede.
A distanza di oltre 30 anni, il 5 gennaio 2010, giorno in cui Peppino Impastato avrebbe compiuto 62 anni, iniziano le trasmissioni di Radio 100 Passi; si tratta di una webradio nata dal solco lasciato da Radio Aut, le cui trasmissioni sono iniziate direttamente dalla Casa memoria Peppino Impastato a Cinisi e il cui obiettivo è quello di riprendere il percorso interrotto dalla scomparsa di Peppino. La radio, nata dall'impegno di Danilo Sulis, amico di Peppino Impastato, si è poi trasferita a Palermo dove solo nel primo anno di attività ha subito nove atti intimidatori. Dal 2014 Radio 100 passi ha sede nella ex casa del boss Badalamenti (quella situata a cento passi dalla casa di Peppino), oggi bene confiscato. A Palermo, in un bene confiscato in centro città, hanno sede Radio 100 passi ragazzi, il centro d'ascolto contro il bullismo ed il rinato Circolo Musica e Cultura.